# Monarchie ceylanaise
La monarchie ceylanaise est le régime politique en vigueur à Ceylan (actuel Sri Lanka) entre 1948 et 1972. Pendant cette période, Ceylan partage son monarque avec le Royaume-Uni et les autres royaumes du Commonwealth.
Ancienne colonie britannique, Ceylan obtient son indépendance le 4 février 1948. Le souverain britannique reste chef de l'État, non plus en tant que monarque du Royaume-Uni mais en tant que monarque de Ceylan. Les pouvoirs du souverain sont principalement délégués au gouverneur général, qui est son représentant dans le pays. En effet, comme dans d'autres pays du Commonwealth, le chef de l'État joue un rôle purement nominal, le système politique de Ceylan étant basé sur le système de Westminster.
La monarchie est abolie le 22 mai 1972, date à laquelle Ceylan devient une république sous le nom de Sri Lanka tout en continuant de reconnaître le monarque comme chef du Commonwealth, tandis que le président du Sri Lanka devient chef de l'État.

## Histoire
La colonie britannique de Ceylan accède à l'indépendance le 4 février 1948, en vertu de la loi sur l'indépendance de Ceylan votée par le Parlement du Royaume-Uni en 1947. Comme dans les autres dominions indépendants du Commonwealth (Afrique du Sud, Australie, Canada, Inde, Nouvelle-Zélande et Pakistan), le roi George VI reste symboliquement chef de l'État. Les traités militaires conclus avec le Royaume-Uni permettent par ailleurs de conserver intactes les bases aériennes et maritimes britanniques dans le pays, et la plupart des grades militaires au sein des Forces armées continuent d'être occupés par des officiers britanniques. Aussi, lorsque Ceylan demande plus tard à devenir membre des Nations unies, l'Union soviétique oppose son veto, estimant que le pays n'est que nominalement indépendant et que les Britanniques exercent toujours un contrôle sur le gouvernement.
À la mort de George VI, le 6 février 1952, sa fille Élisabeth II monte sur le trône ceylanais. Dans son serment de couronnement, la reine mentionne séparément chacun de ses royaumes et promet de « gouverner les peuples de […] Ceylan […] selon leurs lois et coutumes respectives ». Le drapeau de Ceylan est porté lors du couronnement par Sir Edwin A. P. Wijeyeratne (en).
Bien que le pays soit appelé « dominion de Ceylan » de 1948 à 1972, le statut de dominion cesse d'exister de facto à partir de 1949, ces États devenant après la Seconde Guerre mondiale des royaumes indépendants au sein du Commonwealth des Nations. Toutefois, le terme continue d'être utilisé pendant trente ans.

## Rôle constitutionnel

Étendard du gouverneur général de Ceylan de 1952 à 1972.

La Constitution de Ceylan établit une démocratie parlementaire avec un corps législatif bicaméral composé d'un Sénat et d'une Chambre des représentants, la Chambre élue par le peuple désignant indirectement le Sénat. Le monarque est le chef de l'État, représenté dans le pays par le gouverneur général de Ceylan, tandis que le Premier ministre est le chef du gouvernement.
Le gouverneur général n'est pas responsable devant le monarque du Royaume-Uni mais devant le monarque de Ceylan. S'il s'agit bien de la même personne, les prérogatives du souverain en tant que monarque du Royaume-Uni ne s'exercent pas à Ceylan. Son rôle et ses pouvoirs sont définis et limités par la Constitution de Ceylan. Le gouverneur général exerce des fonctions essentiellement honorifiques, mais assorties des pouvoirs de réserve de la Couronne, qui lui permettent, par exemple, de révoquer le Premier ministre et d'octroyer la sanction royale aux lois votées par le Parlement. Avec de tels pouvoirs, le gouverneur général agit comme un « arbitre » de la politique nationale.

## Titre du monarque
Avant 1953, le titre est commun à tous les royaumes du monarque. Il faut attendre l'avènement d'Élisabeth II pour que des titres séparés soient adoptés. Le couronnement de la reine intervient, en effet, peu après la transformation de l'Empire britannique en Commonwealth des Nations. Les anciens dominions en profitent pour adopter des titres différents entre eux. Le titre ceylanais de la reine entre en vigueur le 4 juin 1953 et Élisabeth II devient distinctement « reine de Ceylan », alors que son prédécesseur George VI était roi de Ceylan en droit, mais pas en titre. Les souverains ceylanais portent successivement les titres suivants :
- 1948 : « George VI, par la grâce de Dieu, roi de Grande-Bretagne, d'Irlande et des dominions britanniques par-delà les mers, défenseur de la foi, empereur des Indes »[7] ;
- 1948-1952 : « George VI, par la grâce de Dieu, roi de Grande-Bretagne, d'Irlande et des dominions britanniques par-delà les mers, défenseur de la foi »[N 1],[7] ;
- 1952-1953 : « Élisabeth II, par la grâce de Dieu, reine de Grande-Bretagne, d'Irlande et des dominions britanniques par-delà les mers, défenseur de la foi »[7] ;
- 1953-1972 : « Élisabeth II, reine de Ceylan et de ses autres royaumes et territoires, chef du Commonwealth »[7].

## Visites royales
La reine Élisabeth II effectue une visite royale à Ceylan du 10 au 21 avril 1954.

## Liste des monarques ceylanais
| No | Portrait     | Nom                                             | Début de règne | Fin de règne   |
| -- | ------------ | ----------------------------------------------- | -------------- | -------------- |
| 1  | George VI    | George VI (14 décembre 1895 – 6 février 1952)   | 4 février 1948 | 6 février 1952 |
| 2  | Élisabeth II | Élisabeth II (21 avril 1926 – 8 septembre 2022) | 6 février 1952 | 22 mai 1972    |

## Abolition de la monarchie
Le 22 mai 1972, sous l'impulsion de la Première ministre, Sirimavo Bandaranaike, Ceylan devient une république et change de nom pour devenir le Sri Lanka, après la ratification d'une nouvelle Constitution. Selon les termes de celle-ci, le Sénat, suspendu depuis 1971, est officiellement aboli et une nouvelle Assemblée nationale unicamérale est créée, combinant les pouvoirs exécutif, judiciaire et législatif au sein d'une seule autorité. Le pays cesse d'être un royaume du Commonwealth, Élisabeth II n'est plus reconnue comme reine de Ceylan, mais le Sri Lanka reste membre de l'organisation dirigée par cette dernière en tant que république du Commonwealth et le gouverneur général sortant, William Gopallawa, devient le premier président de la république démocratique socialiste du Sri Lanka.